# Kató Daidzsiró
Kató Daidzsiró (Hepburn-átírással: Katō Daijirō; nyugati névsorrenddel: Daijiro Kato; 加藤 大治郎; Szaitama, 1976. július 4. – Szuzuka, 2003. április 20.) japán motorkerékpár-versenyző volt. 2001-ben a 250 cm³-es osztály világbajnoka.

## Karrierje
Kató Szaitama városában született, és négyéves korában kezdett komolyan foglalkozni a motorversenyzéssel. Később minimotoros kategóriában négyszeres japán bajnok lett.
A MotoGP-ben először az 1995-ös szezonban indult, szabadkártyásként a Japán Nagydíjon. Egészen 1999-ig csak hazája versenyén indult, az öt japán versenyből, szabadkártyástól szokatlan módon, kettőt megnyert, valamint egyszer harmadik is volt. Amíg a MotoGP-ben csak szabadkártyásként indult, rendszeres résztvevője volt az All Japan Road Race Championship elnevezésű japán bajnokságnak, ahol az 1997-es szezonban megnyerte a negyedliteresek küzdelmét.
2000-ben kapott először teljes szezonra szerződést, a 250 köbcentiméteres géposztályban. Rögtön első szezonjában harmadik helyen végzett, miután négy győzelmet is szerzett, kettőt ezek közül a hazájában rendezett versenyeken. Minden versenyen pontszerző helyen ért célba, legrosszabb eredménye egy tizedik hely volt. Négy győzelmén kívül még további öt alkalommal állhatott fel a dobogó valamelyik fokára. Év végén az első helyezett Olivier Jacque-tól húsz, a második, honfitárs Nakanótól tizenhárom ponttal volt lemaradva.
2001 volt pályafutása legsikeresebb éve. Ekkor egész évben dominált, mindössze háromszor nem állt dobogón, ezek egy tizedik és egy tizenegyedik hely, valamint egy kiesés voltak. Többször sikerült elérnie a mesterhármast is, azaz a versenyhétvége során övé volt a pole-pozíció, a leggyorsabb kör és a futamgyőzelem is. 322 pontja akkor pontrekordnak számított, a második helyezett Harada Tecuja közel 50 ponttal kevesebbet szerzett az idény során.
2002-ben került fel a királykategóriába, amelynek ekkor már MotoGP volt a neve, leváltva a korábbi 500 köbcentiméteres géposztályt. Csapata az a Gresini Racing volt, amelynek színeiben már negyedliteres éveiben is versenyzett. Újonc szezonjában itt is rendkívül jól teljesített, kétszer volt második, egyszer pedig az első rajtkockából is indulhatott. Az idény végén, főleg két dobogós helyezésének köszönhetően hetedikként zárt.
A 2003-as évadnak egy titkos esélyesként vághatott volna neki, ez az álom azonban már rögtön a szezonnyitó hazai versenyen szertefoszlott, amikor halálos balesetet szenvedett. Szomorú érdekesség vele kapcsolatban, hogy a világbajnokság egy nyolc évvel későbbi áldozata, az olasz Marco Simoncelli ugyancsak Fausto Gresini csapatának versenyzője volt halálakor.
2000-ben és 2002-ben egyaránt megnyerte a suzukai nyolcórás versenyt, előbb a szintén japán Ukava Tóruval, majd az amerikai Colin Edwardsszal.

## Halála
2003. április 6-án, a 2003-as MotoGP-világbajnokság szezonnyitó Japán Nagydíjon Kató halálos balesetet szenvedett. A szuzukai pálya utolsó sikánjában, a Casio Triangle elnevezésű kanyarkombinációban elvesztette uralmát motorja felett, és körülbelül 200 km/órás sebességgel a gumifalnak vágódott. A baleset végén a pálya közvetlen közelében feküdt. A balesettel kapcsolatban több hiányosság is volt. Alapesetben, ha egy versenyző képtelen saját erejéből elhagyni a versenypályát, vagy annak közvetlen környezetét, a versenyt piros zászlóval azonnal megállítják, hogy a pályát biztonságossá tegyék. Ez ebben az esetben nem történt meg. A balesetet követően az is probléma volt, hogy a pályamunkások nem egy esetlegesen fennálló nyaksérülés szerint jártak el, ugyanis Katóval rendkívül óvatlanul bántak.
Kató a balesetet követően két hétig feküdt kómában, majd belehalt sérüléseibe. Halálát hivatalos indoklás szerint agytörzsi infarktus okozta. A halála utáni következő versenyen, Dél-Afrikában minden egyes versenyző vagy fekete karszalagot, vagy valahol a motorján egy 74-es rajtszámot viselt. Futamgyőztes csapattársa, a spanyol Sete Gibernau az overállján viselte Kató rajtszámát.
Halálát követően a FIM visszavonultatta rajtszámát.

## Statisztika
A MotoGP.com szerint.
| Szezon   | Géposztály | Motor                     | Csapat                            | V  | Gy | D  | P-p. | L. k. | Pont | #   |
| -------- | ---------- | ------------------------- | --------------------------------- | -- | -- | -- | ---- | ----- | ---- | --- |
| 1996     | 250 cm³    | Honda NSR250              | HRC Honda Team                    | 1  | 0  | 1  | 0    | 0     | 16   | 23. |
| 1997     | 250 cm³    | Honda NSR250              | Castrol Honda                     | 1  | 1  | 1  | 0    | 0     | 25   | 19. |
| 1998     | 250 cm³    | Honda NSR250              | Castrol Honda                     | 1  | 1  | 1  | 1    | 0     | 25   | 20. |
| 1999     | 250 cm³    | Honda NSR250              |                                   | 1  | 0  | 0  | 0    | 0     | 11   | 20. |
| 2000     | 250 cm³    | Honda NSR250              | Axo Honda Gresini                 | 16 | 4  | 9  | 3    | 1     | 259  | 3.  |
| 2001     | 250 cm³    | Honda NSR250              | Telefonica Movistar Honda Gresini | 16 | 11 | 13 | 6    | 9     | 322  | 1.  |
| 2002     | MotoGP     | Honda NSR500 Honda RC211V | Fortuna Honda Gresini             | 16 | 0  | 2  | 1    | 1     | 117  | 7.  |
| 2003     | MotoGP     | Honda RC211V              | Gresini Racing                    | 1  | 0  | 0  | 0    | 0     | 0    | -   |
| Összesen |            |                           |                                   | 53 | 17 | 27 | 11   | 11    | 775  |     |

## Teljes MotoGP-eredménylistája
| Év   | Géposztály | Motor   | 1       | 2     | 3      | 4       | 5       | 6     | 7      | 8     | 9       | 10    | 11      | 12      | 13      | 14    | 15    | 16    | #   | Pont |
| ---- | ---------- | ------- | ------- | ----- | ------ | ------- | ------- | ----- | ------ | ----- | ------- | ----- | ------- | ------- | ------- | ----- | ----- | ----- | --- | ---- |
| 1995 | 250 cm³    | Aprilia | AUS -   | MAL - | JPN NC | ESP -   | GER -   | ITA - | NED -  | FRA - | GBR -   | CZE - | BRA -   | ARG -   | EUR -   |       |       |       | HN  | 0    |
| 1996 | 250 cm³    | Honda   | MAL -   | INA - | JPN 3  | ESP -   | ITA -   | FRA - | NED -  | GER - | GBR -   | AUT - | CZE -   | IMO -   | CAT -   | BRA - | AUS - |       | 23. | 16   |
| 1997 | 250 cm³    | Honda   | MAL -   | JPN 1 | ESP -  | ITA -   | AUT -   | FRA - | NED -  | IMO - | GER -   | BRA - | GBR -   | CZE -   | CAT -   | INA - | AUS - |       | 19. | 25   |
| 1998 | 250 cm³    | Honda   | JPN 1   | MAL - | ESP -  | ITA -   | FRA -   | MAD - | NED -  | GBR - | GER -   | CZE - | IMO -   | CAT -   | AUS -   | ARG - |       |       | 20. | 25   |
| 1999 | 250 cm³    | Honda   | MAL -   | JPN 5 | ESP -  | FRA -   | ITA -   | CAT - | NED -  | GBR - | GER -   | CZE - | IMO -   | VAL -   | AUS -   | RSA - | BRA - | ARG - | 20. | 11   |
| 2000 | 250 cm³    | Honda   | RSA 2   | MAL 3 | JPN 1  | ESP 2   | FRA 6   | ITA 3 | CAT 4  | NED 8 | GBR 10  | GER 4 | CZE 6   | POR 1   | VAL 5   | BRA 1 | PAC 1 | AUS 3 | 3.  | 259  |
| 2001 | 250 cm³    | Honda   | JPN 1   | RSA 1 | ESP 1  | FRA 1   | ITA 10  | CAT 1 | NED 11 | GBR 1 | GER 2   | CZE 3 | POR 1   | VAL 1   | PAC Ret | AUS 1 | MAL 1 | BRA 1 | 1.  | 322  |
| 2002 | MotoGP     | Honda   | JPN 10  | RSA 4 | ESP 2  | FRA Ret | ITA Ret | CAT 8 | NED 12 | GBR 7 | GER Ret | CZE 2 | POR Ret | BRA Ret | PAC Ret | MAL 5 | AUS 4 | VAL 4 | 7.  | 117  |
| 2003 | MotoGP     | Honda   | JPN Ret | RSA - | ESP -  | FRA -   | ITA -   | CAT - | NED -  | GBR - | GER -   | CZE - | POR -   | BRA -   | PAC -   | MAL - | AUS - | VAL - | -   | 0    |